# Erich Müller (Politiker, 1917)
Erich Müller (* 17. Oktober 1917 in Schlanders; † 1. Oktober 2003) war ein Südtiroler Politiker.

## Leben
Erich Müller wurde 1917 in Schlanders geboren, als es noch zur Grafschaft Tirol und damit zu Österreich-Ungarn gehörte, und wuchs dort in der Zeit des italienischen Faschismus auf. Nach dem Besuch der Volksschule zog er zu Bekannten nach Salzburg, wo er 1937 am Realgymnasium maturierte. Anschließend kehrte er nach Italien zurück, um an der Universität Genua Pharmazie zu studieren. 1941 konnte er sein Studium mit der laurea zum Abschluss bringen. Als Optant wurde er kurze Zeit später zur Wehrmacht für den Sanitätsdienst eingezogen. Gegen Ende des Zweiten Weltkriegs geriet Müller in amerikanische Kriegsgefangenschaft, aus der er 1946 nach Südtirol zurückkehrte. Anschließend arbeitete er als Apotheker in Bozen und Schlanders.
Bei den Gemeinderatswahlen 1956 kandidierte Müller erstmals als Vertreter der Südtiroler Volkspartei (SVP). Ihm gelang der Einzug in den Schlanderser Gemeinderat und -ausschuss, wo er sich insbesondere um das in Bau befindliche Krankenhaus kümmerte. Bereits 1958 wurde er zum Bürgermeister seiner Heimatgemeinde gewählt. Als solcher trieb er maßgeblich die 1962 erfolgte Gründung der Talgemeinschaft Vinschgau voran, der er bis 1983 auch als Präsident vorstand. Nach zehn Jahren im Bürgermeisteramt kandidierte er 1968 erfolgreich für den Regionalrat Trentino-Südtirol und damit gleichzeitig den Südtiroler Landtag, denen er für drei Legislaturperioden bis 1983 angehörte. Von 1970 bis 1984 war er dabei Assessor in der Regionalregierung Trentino-Südtirol, in der er ab 1972 auch als erster deutschsprachiger Politiker als Vizepräsident diente.
Müller, der unter anderem mit dem Verdienstkreuz des Landes Tirol, dem Ehrenzeichen des Landes Tirol und der Ehrenbürgerschaft der Gemeinde Schlanders ausgezeichnet wurde, zog sich nach Ablauf seiner politischen Mandate in den 1980er Jahren ins Privatleben zurück.